# 231
231 (CCXXXI) var ett normalår som började en lördag i den julianska kalendern.

## Händelser

### Okänt datum
- Alexander Severus  drar i fält mot perserna, åtföljd av sin mor Julia Mamaea.
- Origenes, en av Ammonios Sakkas lärjungar och grundaren av nyplatonismen, skickas i exil till Caesarea.

## Födda
- Cao Fang, kejsare av kungariket Wei (född omkring detta år)

## Avlidna
- Zhang He, militär ledare under Cao Cao